# Augusto Andrés
San Augusto Andrés (Santander, Cantabria, 6 de mayo de 1910 - Turón, Asturias, 9 de octubre de 1934), fue un religioso español, asesinado durante la Revolución de Asturias de 1934. Considerado mártir por la Iglesia católica, fue canonizado en 1999. Su nombre de nacimiento era Román Martínez Fernández.
Sus restos descansan en el Monasterio de Santa María de Bujedo.

## Biografía
Su padre era de profesión militar, y su madre era ama de casa, algo común en esa época.
Estudió en la Escuela San José, dirigida por los Hermanos de las Escuelas Cristianas. En ella Augusto decidió ser maestro. Pero su madre no quería que se alejase su hijo, ya que, hace poco, su marido había fallecido. La actitud de la madre fue fortalecida por una enfermedad del hijo.
A pesar de todo, autorizó el ingreso del niño en Bujedo, a donde llegó el 8 de agosto de 1922. Entró en el noviciado el 3 de febrero de 1926 e hizo su primera profesión el 15 de agosto de 1927.
Su primer destino fue el Colegio Nuestra Señora de Lourdes, de Valladolid, al cual llegó el 24 de agosto de 1929. Ahí trabajó de maestro, y fue muy querido por la comunidad.
En 1931 se dirigió a Palencia, para cumplir el servicio militar obligatorio. Terminado el servicio, sirvió en la comunidad que los Hermanos tenían en Palencia hasta que la dispersión de 1933, a causa de las leyes españolas, fue dirigido a Turón.
Allí sería asesinado en 1934, en medio de la Revolución de Asturias.

## Beatificación
San Augusto Andrés  fue beatificado el 29 de abril de 1990 por Juan Pablo II. La causa de beatificación narra la ejecución del siguiente modo: 

Las víctimas comprendieron de inmediato las intenciones del Comité y se prepararon generosamente al sacrificio con la oración la confesión y el perdón que otorgaron a sus asesinos. A la hora prevista por el Comité, caminaron juntos y serenos al cementerio. En el centro del mismo estaba preparada una fosa delante de la cual alinearon a los religiosos. Fueron muertos con dos cargas de fusilería y rematados a tiros de pistola. La serenidad y valentía con la que los Hermanos y el P. Pasionista aceptaron el martirio impresionó a los mismos asesinos como más tarde ellos mismos declararían. Pocos meses después de su muerte sus cuerpos fueron exhumados y trasladados con grandes manifestaciones de adhesión al mausoleo donde reposan en Bujedo, en la provincia de Burgos.

## Canonización
El, junto con los otros Hermanos, fue canonizado el 21 de noviembre de 1999, por Juan Pablo II. Su festividad se celebra el día 9 de octubre.